# Lars Olof Kallings
Lars Olof Kallings, född i Stockholm 1 januari 1930, död 17 juni 2024 i Djursholm, Danderyd, var en svensk läkare. Han var professor i medicinsk mikrobiologi och var föreståndare för Statens Bakteriologiska Laboratorium från 1982 till 1988.

## Biografi
Kallings växte upp på gården Stora Kallings i Follingbo socken på Gotland.
Kallings blev läkare 1957. Han var provinsialläkare i Slite. Han disputerade 1961.
Han var assistent, labläkare och laborator på dåvarande SBL (Statens Bakteriologiska Laboratorium) 1952-1981, föreståndare för SBL 1982-1990. Han var med i WHO:s globala aidskommission, Världshälsoorganisationen, Genève 1990-1993 och regeringens sakkunnige i aidsfrågor 1993-1994.
Kallings var generalsekreterare i International Aids Society (IAS) till 2002.

## Utmärkelser
- 12:e storleken i serafimerordens band för framstående nationella och internationella insatser på epidemiologins område [5]